# Turistická značená trasa 6933

Turistická značená trasa 6933 je žlutě vyznačená 3,2 kilometry dlouhá pěší trasa Klubu českých turistů v okrese Litoměřice na Podřipsku vedená od železniční stanice Vražkov na horu Říp.

## Popis trasy
Trasa začíná rozcestníkem, který se nachází asi 30 metrů od železniční stanice Vražkov na nejjižnějším místě zastavěného území této obce. Po 50 metrech se dostává na hlavní vražkovskou třídu, směřuje z jihu na sever, přes vražkovskou náves (kde se mimo jiné nachází autobusová zastávka, zvonička a požární nádrž) na křižovatku (kde je malá kaple), na níž zabočuje doprava, a vede na kraj obce. Celý úsek obcí Vražkov měří přibližně 1,2 km a je veden téměř po rovině, resp. s jemným stoupáním až v závěru úseku.
Po opuštění obce Vražkov trasa vede přímo k hoře Říp, resp. k lesu, který ji pokrývá, a to po polní cestě, která je z větší části lemována stromy, resp. alejí. Tento úsek na úpatí hory měří přibližně 700 m a stoupání na trase je stále malé.
Zbytek cesty se vyznačuje relativně vysokým převýšením. Na prvním, přibližně 470metrovém úseku vedeném po kraji lesa je převýšení 61 metrů. Ve zbývajícím, přibližně 840metrovém úseku lesem pokrývajícím horu Říp je převýšení asi 158 metrů, přičemž nejprudší stoupání je zhruba v polovině tohoto úseku, před Pražskou vyhlídkou, z níž je při dobré viditelnosti vidět i Praha.
Od jižního řípského rozcestníku (alternativní název Pod Řípem) až nahoru k turistické chatě vede tato žlutá trasa v souběhu s modrou trasou 1629 a červenou trasou 0321.
| Km  | Místo                  | Navazující a křižující trasy | Nadm. výška |
| --- | ---------------------- | ---------------------------- | ----------- |
| 0   | Vražkov (žst.)         |                              | 211 m       |
| 3,5 | Pod Řípem (rozc.)      | 0321 1629                    | 330 m       |
| 4,0 | Říp (turistická chata) | 0321 1629                    | 451 m       |

## Zajímavá místa
- kaple ve Vražkově
- Boumova chata
- rotunda sv. Jiří na Řípu